# 雙模式車輛

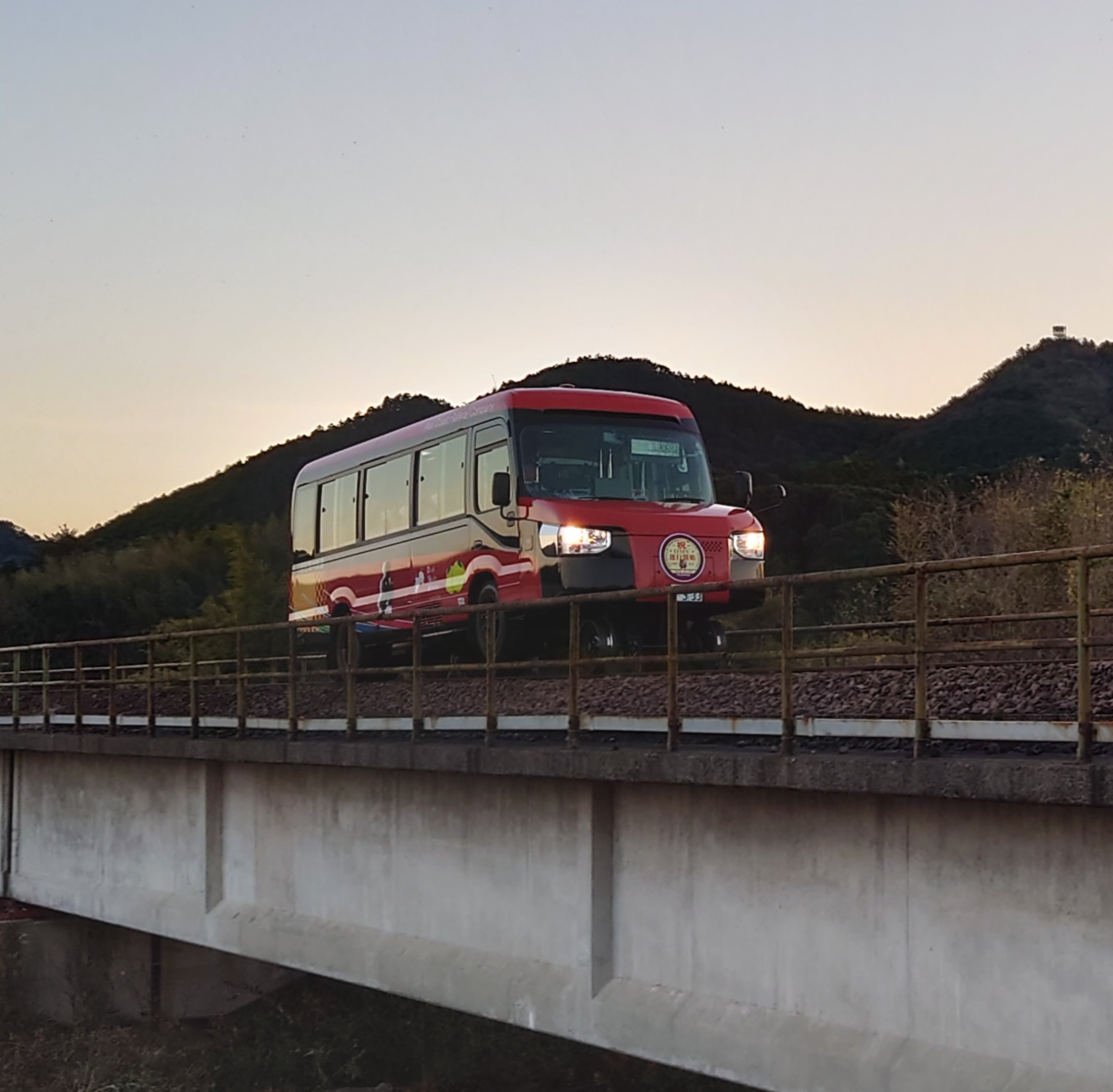
營運中的阿佐海岸鐵道雙模式車輛正駛經海部川橋。（2021年12月）

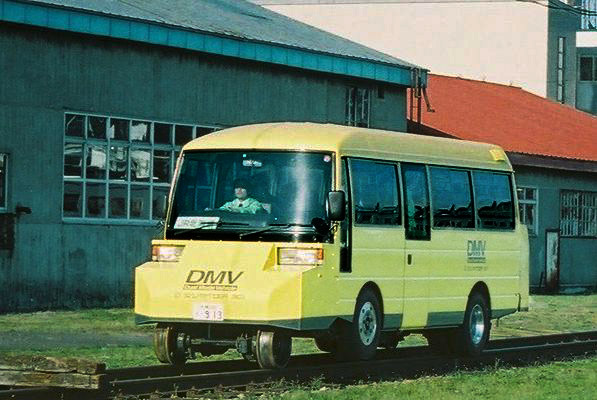
双模车辆第一辆样车，以日產Civilian改裝而成（2006年10月，JR北海道苗穗工場）

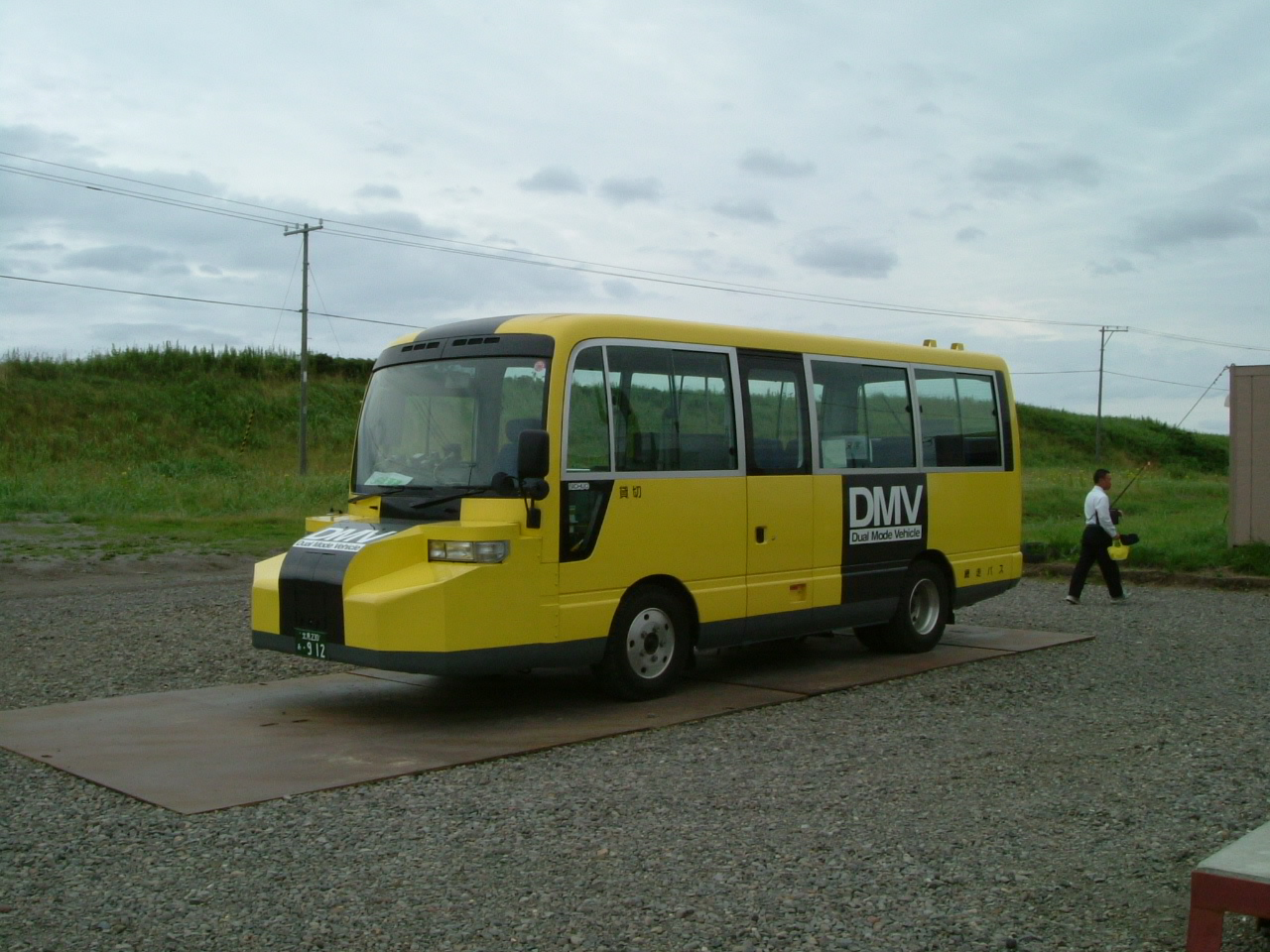
第2次原型车於2007年8月在浜小清水站試車

双模式车辆（Dual Mode Vehicle，縮寫 DMV），指可以在轨道和道路运行的车辆。

## 概述
双模式车辆看上去像巴士，但实际上是一种有柴油发动机的鐵路客車，既可以在铁轨上行驶，也可以在一般道路上行驶。在道路上行驶时与汽车一样，而在轨道上行驶的场合，则放下车辆最前面和最后面的铁轮，并收起前轮胎，利用在轨道上行驶的后轮胎作为驱动力。
其实这种构想很早就有了，且在一些地方已有改裝道路車輛加裝鋼輪用於鐵路施工，但从来没有被实用於載客營運。2004年，日本北海道旅客鐵道（JR北海道）以模式转换来提高行车速度的开发获得成功。约有25公里的路面道路，运行时间约为1小时10分钟，每天运行三个来回。车辆以小型巴士为基础，可载乘客12名。JR北海道公司原本更计划发展双车厢连接运行，并增添企位等，从而使双模式车辆不仅用于旅游观光，同时也能发挥作为日常交通工具的作用，但因2013年該公司發生了多宗事故，嚴重影響公司的財政狀況，在資源緊絕的情形下，經費轉而進行安全方面的改善工作和北海道新幹線的開業準備，即使這些事故與DMV無關，但整個DMV的營運計劃實質上等同已經擱置。
雖然JR北海道擱置了DMV計劃，倒卻引來德島縣的第三部門鐵道—阿佐海岸鐵道有意在其營運的阿佐東線導入DMV，他們一方面向JR北海道無償借用了DMV在路軌上試行，同時德島和高知兩縣相關自治體共同組成「阿佐東線DMV導入協議會」，導入計劃在會中獲得認可。2017年2月宣佈預定於2020年度開始於JR四國牟岐線阿波海南站至阿佐東線甲浦站行駛，並於甲浦站脫離鐵軌，開上道路行駛至著名觀光景點室戶岬。2021年12月25日，3輛DMV正式投入服務，成為世界首條全使用雙模式車輛營運的鐵道線。

## 使用路線
- 阿佐海岸鐵道

- 鐵道運行區間（根據鐵道事業法的鐵道路線）

- 阿佐東線：阿波海南站 - 海部站 - 宍喰站 - 甲浦站 （10.0 km）

- 巴士運行區間（根據道路運送法的巴士路線）

- 海南宍喰線：阿波海南文化村 - 阿波海南站 … （經過阿佐東線） … 甲浦站 - 海之驛東洋町 - 道之驛宍喰温泉
- 海南室戶線：阿波海南文化村 - 阿波海南站 … （經過阿佐東線） … 甲浦站 - 海之驛東洋町 - 室戶廢校水族館 - 室戶世界地質公園中心 - 室戶岬 - 海之驛室戶（とろむ）